# Mobilskal
Mobilskal är ett tillbehör som används för att skydda mobiltelefoner, främst smartphones som Iphone, Samsung Galaxy och Xperia. Ett mobilskal har två huvudfunktioner: dels förbättrar det utseendet, dels skyddar det telefonen. Ibland är det ett simpelt, enfärgat hölje. Ibland är det mer detaljerat, med speciella egenskaper och ett unikt tryck på baksidan. Vissa är speciellt utformade för att se ut som något annat, exempelvis en sko. De kan bestå av olika material, som alla har sina egna egenskaper. 

## Olika typer av mobilskal
- Batteriskal
- Bakskal
- Kombinationsskal
- Bumper
- Fodral

Batteriskal är ett skal med inbyggt extrabatteri som kan förlänga driftstiden på en mobiltelefon. Det finns varianter där batteriet är externt och kopplas in i telefonen, samt varianter där både batteriet och telefonens baksida byts ut. 
Bakskal finns i många olika varianter. De täcker aldrig hela telefonen, eftersom skärmen såklart måste synas. Bakskal omfamnar telefonen, vilket gör den slagtålig både på ryggsidan och kanterna. Vissa modeller täcker även delar av framsidan.
Kombinationsskal är detsamma som hybridskal, det vill säga ett skal som framställts i mer än ett material. Oftast är det ett mjukt och ett hårt material som kombinerats för att fördelarna av båda ska kunna nyttjas.
Bumperskal, även kända som bara ”Bumper”, är stöttåliga ramar till telefoner, som lämnar hela fram- och baksidorna öppna. De buktar vanligtvis ut en bit, så att telefonen inte nuddar marken om den tappas eller läggs ned. Vanligtvis är de framställda i antingen aluminium eller silikon.
Fodral är egentligen inte detsamma som skal, men det finns fler likheter än skillnader. De täcker hela telefonen, eftersom de har en öppningsbar lucka över skärmen, som skyddar den när telefonen inte används. 
Generellt sett gör alla mobilskal telefonen tåligare mot damm, fukt, repor, stötar och fall. Utöver som skydd är mobilskal även populära som modeaccessoarer.

## Material
Dagens tillverkare av mobilskal använder olika material för att tillverka funktionella, väldesignade och hållbara produkter. Det finns en mängd olika material som är lämpliga för att skydda mobiltelefoner.  
- Silikonskal
- TPU-skal
- Metallskal
- Läderskal
- Plastskal
- Träskal
- Hybridskal (flera material)

Silikonskal är populära eftersom det flexibla materialet fungerar som en slags stötdämpare för telefonen, samtidigt som de ger ett bra och halkfritt grepp. De är även doftfria, flottresistenta, anti-statiska och slittåliga. Silikonet i skalen är egentligen en polymer, en kemisk förening av grundämnet kisel och ämnen som kol, syre och väte. TPU står för ”Thermoplastic Polyurethane”, ett slags plast som har många fördelaktiga egenskaper och är väldigt likt silikon. TPU-skal har således samma egenskaper som silikonskal.
Metallskal eftertraktas eftersom de ger en robust känsla och ett hårt skydd för smartphones. Den vanligaste metallen som används för mobilskal är aluminium, eftersom den är både stark och lätt. Det är dessutom den vanligaste metallen i jordskorpan. Bumper-skal är ofta framställda i aluminium. Även andra metaller, som rostfritt stål, används av vissa tillverkare. Metallskalen kan vara dyrare än skal av plast på grund av det dyrare materialet.
Läderskal är plastskal som är klädda i ett tunt lager av läder. Detta för att de ska skydda lika bra som plastskal, men kännas som ett läderskal. Det finns mobilskal täckta i både äkta läder och av konstläder, som PU-läder (som behandlats med polyuretan).  
Plastskal finns i många olika utföranden. Polykarbonat används ofta, eftersom det är väldigt hållbart och mer flexibelt än material som plexiglas. Plastskal är inte lika stötdämpande som silikon eller TPU, men ger fortfarande skydd i form av att vara ett extra hårt hölje till telefonen.
Träskal är sällsynta och förhållandevis dyra. De har skyddsegenskaper som påminner om hårda plastskal, fast med känslan av äkta trä i handen. 
Hybridskal är framställda i två eller flera material. En vanlig kombination är mobilskal med ett hårt och ett mjukt lager. Det kan exempelvis vara ett silikon- eller TPU-skal med ett yttre skal av hård plast. Detta påstås ge fördelarna av båda typerna av skal.

## Tillverkare av mobilskal
Det finns många tillverkare av mobilskal som designar skal i olika former och färger. Några välkända tillverkare är Belkin, Krusell, Case-Mate och Incipio. 